# Bluezz
Albums de Édouard Bineau
Sex Toy
(2012)
Bluezz est le sixième album du pianiste Édouard Bineau. C'est le premier album à contenir des pistes chantées (il y a en trois, interprétées par Michael Robinson). C'est le second album (avec L'Obsessioniste : Hommage au Palais Idéal du Facteur Cheval) à ne pas contenir de section rythmique. C'est le troisième album d'Edouard Bineau produit sous le label Derry Dol Records.
L'album a bénéficié du support de la plateforme de financement participatif Pick and Boost. Il a obtenu un financement de 5 400 euros en provenance de 77 donateurs.
L'album alterne entre des morceaux au style d'Édouard Bineau et des morceaux bien plus blues (comme le suggère le titre de l'album). Jean-Jacques Milteau joue sur trois morceaux de l'album, dont un duo sur le titre Pêcheurs de sable. On retrouve la présence maintenant habituelle des saxophonistes Daniel Erdmann et Sébastien Texier.
La session d'enregistrement de l'album a eu lieu au mois de juillet 2014, au Studio de Meudon. Edouard Bineau a joué sur un piano Fazioli, modèle concert 280. La prise de son, le mixage et le mastering de l'album ont été réalisés par l'ingénieur du son Julien Bassères.

## Liste des pistes
| No  | Titre                 | Paroles      | Musique        | Durée |
| --- | --------------------- | ------------ | -------------- | ----- |
| 1.  | Nouhma                |              | Édouard Bineau | 4:06  |
| 2.  | Hey Man               |              |                | 3:25  |
| 3.  | St. James Infirmary   | Traditionnel | Traditionnel   | 4:10  |
| 4.  | Le pas de la licorne  |              |                | 3:06  |
| 5.  | Les gosses des autres |              |                | 4:31  |
| 6.  | Deep in the night     |              |                | 3:23  |
| 7.  | Pêcheurs de sable     |              |                | 2:50  |
| 8.  | Black flip            |              |                | 5:02  |
| 9.  | I miss you            |              |                | 4:45  |
| 10. | Blues pour Marthe     |              |                | 1:16  |
| 11. | Secret world          |              |                | 4:17  |
| 12. | Octopus               |              |                | 4:53  |
| 13. | Rootless              |              |                | 3:29  |
| 14. | Bamako Blues          |              |                | 1:59  |

## Musiciens
- Édouard Bineau: piano, harmonica
- Sébastien Texier : saxophone alto, clarinette
- Daniel Erdmann : saxophones ténor et soprano
- Jean-Jacques Milteau : harmonica
- Michael Robinson : chant